# Prince Hassan Air Base

i8
i11
i13
Die Prince Hassan Air Base (arabisch قاعدة الأمير حسن الجوية, ICAO-Code: OJPF) ist ein Militärflugplatz der Royal Jordanian Air Force (RJAF) und liegt etwa 120 km östlich von Amman im Nordosten Jordaniens in der Wüste nahe dem Ort Sawafi.

## Geschichte
Während der Herrschaft der Briten wurde der Ort H5 genannt und war eine Pumpstation für die Ölpipeline, die vom Irak bis nach Haifa ans Mittelmeer ging. Nebenan befand sich ein Landepiste, die von Postflugzeugen der Royal Air Force und der Iraq Petroleum Company genutzt wurde, welche zwischen Bagdad, Amman und Kairo verkehrten. Die Basis wurde 1969 eröffnet und nach Prinz Hassan von Jordanien benannt. Die 9. Staffel mit F-104A/B Starfighter Jets wurde hier aufgestellt.

## Gegenwart
Aktuell sind auf der Prince Hassan Air Base die 6. und die 17. Staffel mit F-5E/F Kampf- und Aufklärungsjets stationiert. 1994 kam auch die Kampfpiloten-Waffenschulung auf die Basis.

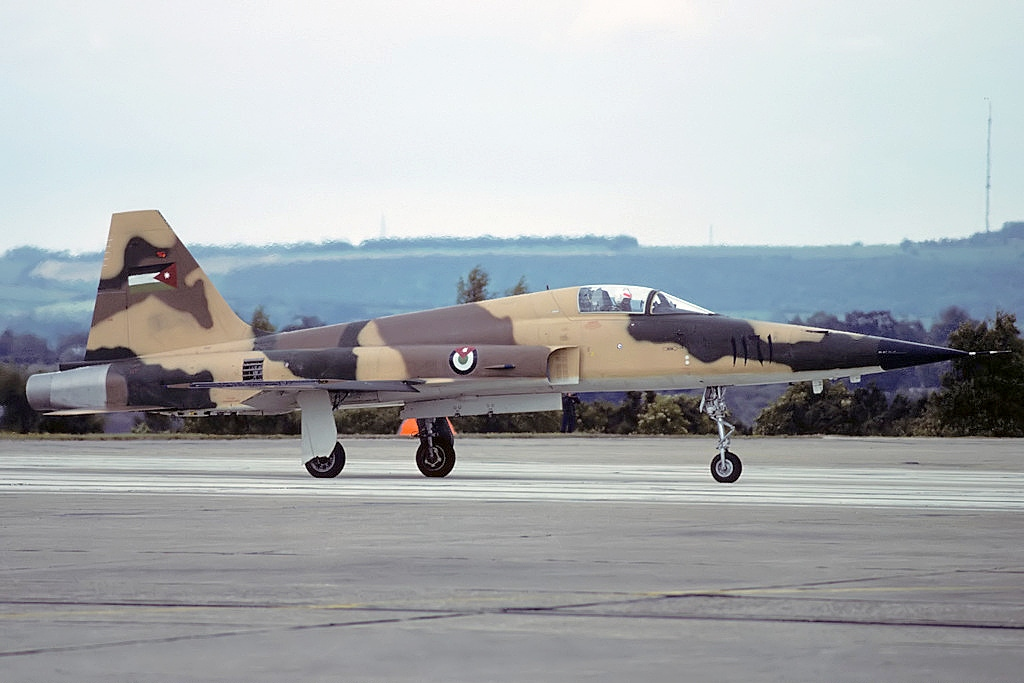
F-5E Tiger II der RJAF, stationiert u. a. auf der Prince Hassan Air Base